# Unión Juárez (Sabanilla)
Unión Juárez es una localidad del estado mexicano de Chiapas. Es parte del municipio de Sabanilla.

## Toponimia
El nombre «Juárez» rinde homenaje a Benito Juárez, presidente de México durante la Guerra de Reforma.

## Demografía
| Gráfica de evolución demográfica |
|                                  |

| Censo | Población |
| ----- | --------- |
| 1921  | 73        |
| 1930  | 172       |
| 1940  | 340       |
| 1950  | 314       |
| 1960  | 349       |
| 1970  | 409       |
| 1980  | 283       |
| 1990  | 406       |
| 2000  | 609       |
| 2010  | 694       |
| 2020  | 1 168     |